# Jean de la Vallée

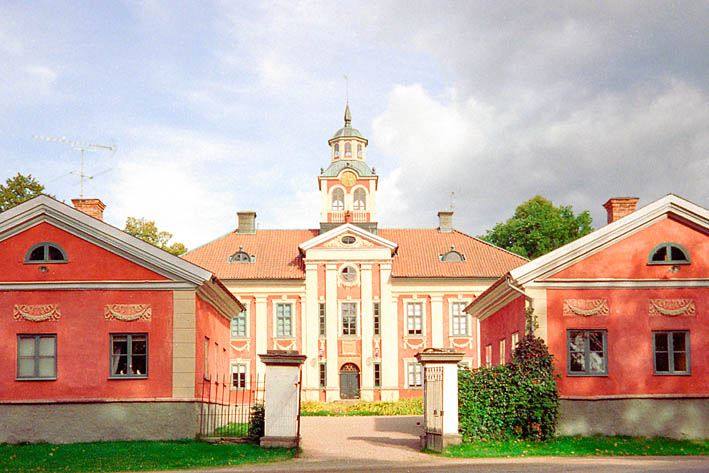
Schloss Mariedal

Jean de la Vallée (* 1624 in Frankreich; † 9. März 1696 in Stockholm) war einer der wichtigsten Architekten Schwedens in der zweiten Hälfte des 17. Jahrhunderts. Er war königlicher Architekt ab 1691, Stockholmer Bürgermeister ab 1671, Stockholmer Stadtarchitekt ab 1680 und wurde 1692 geadelt.
Jean de la Vallée wurde um 1620 als Sohn des Architekten Simon de la Vallée geboren und kam als Kind mit seinem Vater nach Schweden. Nach einer Ausbildung durch den Vater und Studienreisen in Italien und Frankreich wurde er 1650 nach Schweden zurückberufen. Er wurde mit Aufträgen zum Ausbau Stockholms betraut, unter anderem schuf er den Oxenstiernska Palast und den Bondeska Palast, leitete den Bau des von seinem Vater entworfenen Ritterhauses und baute die Katarinakirche und die Hedvig-Eleonora-Kirche in Stockholm. Unter seinen Schlössern sind die Schlösser Karlberg, Venngarn und Runsa die bedeutendsten, zu denen er auch Gartenanlagen nach französischem Vorbild schuf.
Unter anderem schuf er folgende Werke:
- Schloss Mariedal, bei Skara
- Schloss Karlberg, Solna
- Herrenhof Runsa, Upplands Väsby
- Schloss Venngarn, Sigtuna
- Axel Oxenstiernas Palast, Stockholm
- Bondesches Palais, Stockholm
- Ritterhaus, Stockholm
- Katarinakirche, Stockholm